# المتحف البلدي للفن المعاصر

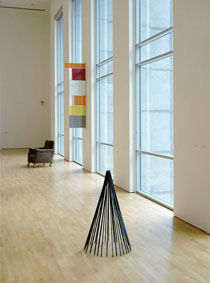
يورغن بارتنهايمر [لباس الأشياء La robe des choses] في المتحف البلدي للفن المعاصر عام 2002

المتحف البلدي للفن المعاصر (بالفرنسية: Stedelijk voor Actuele Kunst)‏ (يُشار إليه عادةً باسم SMAK) هو متحف جديد نسبيًا يقع في مدينة جنت ببلجيكا، ويشتهر بمجموعته الدائمة (الفن واللغة، كاريل أبيل، فرانسيس بيكون، بانامارينكو، آندي وارهول، إلخ) وللمعارض المثيرة.

## التاريخ
تم افتتاح المتحف الجديد للجمهور في 7 مايو 1999. تركز المجموعة على التطورات الدولية في الفن بعد عام 1945، واستندت إلى الأعمال التي جمعتها جمعية متحف الفن المعاصر (التي تم إنشاؤها في 8 نوفمبر 1957 بتحريض من كارل جيرلاندت، ومتحف فور هيديندحي كونست (أنشئ في عام 1975 كأول متحف بلجيكي مخصص للفن المعاصر، ومقره في متحف الفنون الجميلة، مع تعيين جان هوت كمدير).
بعد تقاعد جان هوت من المتحف في 1 ديسمبر 2003، كان بيتر دوروشينكو هو المسؤول. بعد فترة تجريبية مدتها عام واحد، تم فصله. تسبب إقالة دوروشنكو في إحداث ضجة كبيرة. خشي الفنانون والقيمون، بقيادة لوك تويمانز، على مستقبل واستقلال المتحف. تم تسليم عريضة لرئيس مجلس الإدارة. لم يتم عكس الفصل، ولكن كانت هناك بعض التغييرات في الهيكل التنظيمي للمتحف. وهكذا، تخلى جان هوت عن مقعده في مجلس الإدارة. المدراء الحاليون هم فيليب فان كوترين (مدير فني) وفيليب فاندنويغي (مدير أعمال).

## روابط خارجية
- الموقع الرسمي
 (متوفّر باللغات الإنجليزية، الفرنسية والألمانيّة)